# Baba (przylądek)
Baba, Baba burun – przylądek w Turcji, na półwyspie Azja Mniejsza, uważany za najdalej na zachód wysunięty punkt Azji. Współrzędne geograficzne: 39°29' N; 26°03' E.